# Augsburger Verkehrsgesellschaft
Die Augsburger Verkehrsgesellschaft mbH, abgekürzt AVG, betreibt einen Großteil des öffentlichen Personennahverkehrs in der Stadt Augsburg. Die Gesellschaft mit beschränkter Haftung wurde am 27. Mai 2003 gegründet und fungierte bis zum 31. Dezember 2005 als Dienstleister ihrer Muttergesellschaft Stadtwerke Augsburg Verkehrs-GmbH (SWA). Zum 1. Januar 2006 wurde die AVG zum vollwertigen Verkehrsunternehmen und erhielt die entsprechenden Linien-Konzessionen übertragen. Ihre Strecken sind in den Augsburger Verkehrs- und Tarifverbund (AVV) integriert, wobei sich das Bedienungsgebiet auf die Innenraum-Tarifzonen 10 und 20 beschränkt. Die Zone 10 umfasst dabei die Innenstadt, die Zone 20 die Augsburger Stadtteile sowie die Nachbarstädte Friedberg, Stadtbergen, Neusäß und Gersthofen. Die AVG firmiert öffentlich unter dem Kürzel "SWA" (siehe Foto), wird aber von vielen Einwohnern Augsburgs bis heute aus Gewohnheit als "VGA" bezeichnet. 

## Linien

### Stadtbus
Ergänzend zur Straßenbahn betreibt die Verkehrsgesellschaft – ohne die Linie 58 – 23 Stadtbus-Linien. Davon eine Verstärkerlinie für den Berufs- und Schülerverkehr mit abweichendem Linienverlauf. Die Linie 21 wurde von September 2010 bis zum 30. April 2016 von der Gersthofer Verkehrsgesellschaft (GVG) im Auftragsverkehr betrieben. Seit dem 1. Mai 2016 wird diese, ebenfalls im Auftragsverkehr von der Z Mobility Werner Ziegelmeier GmbH betrieben. Durch die zuvor erfolgte Ausschreibung war der Einsatz von MAN-Solobussen der AVG vorgegeben. Die Linien 34 und 39 wurden zwischen Januar 2012 und Dezember 2013 vom Busunternehmen Storz ebenfalls im Auftragsverkehr betrieben, jedoch mit Bussen der Stadtwerke. Zuvor fuhren dort – ebenfalls mit Bussen der Stadtwerke – Fahrer von SchwabenMobil. Zum Fahrplanwechsel im Dezember 2014 wurden die Linien 34 und 39 zu den Linien 24 und 25 umbenannt und wurden zwischenzeitlich wieder von der AVG bedient. Mittlerweile fahren dort zwar weiterhin die AVG-Busse, jedoch mit Busfahrern von Schwabenbus, ebenfalls wieder im Auftragsverkehr. Auch die Linie 38 wird im Auftragsverkehr vom Unternehmen Schäffler bedient (früher im Mischbetrieb AVG und Schäffler), der eigens dafür zwei Mercedes-Benz-Busse dafür bereithält. Ebenso wird die Linie 43 schon seit ihrer Einführung im Auftragsverkehr betrieben. Bis Dezember 2010 fuhr dort SchwabenMobil mit eigenen Bussen, seit Dezember 2010 ist dafür das Unternehmen Storz, mit einem ebenfalls eigens dafür angeschafften Mercedes-Benz-Bus zuständig. Vereinzelt fährt dort auch ein MAN-Solobus der AVG, jedoch mit Storz-Fahrer. Die Linie 58 ist eine Gemeinschaftslinie von AVG und GVG, wird aber ausschließlich von der GVG bedient. Zunächst kam hierbei ein eigens dafür beschaffter Mercedes-Benz Sprinter zum Einsatz, fallweise aber auch ein gewöhnlicher Stadtbus. Inzwischen wurde der Mercedes-Benz-Sprinter durch einen neuen Sprinter ersetzt. Alle Buslinien sind in das Fahrgastinformationssystem (FIS) integriert, das auch an den Haltestellen die nächsten Abfahrten anzeigt. Seit Anfang November 2006 ist der AVG-Fuhrpark vollständig niederflurig, ab Januar 2011 bestand er zudem ausschließlich aus Erdgasbussen. Lediglich während des zweiten Königsplatz-Umbaus kamen noch einmal Dieselbusse zum Einsatz. Insgesamt stehen dem Linienverkehr 95 Busse zur Verfügung.
Erstmals in der Geschichte der Stadtwerke Augsburg Verkehrsbetriebe und der Augsburger Verkehrsgesellschaft (AVG) stehen dem Fahrgast anstatt Neufahrzeugen von MAN nun auch Neufahrzeuge von Mercedes-Benz, Typ Citaro 2 (Euro 6/Erdgas), zur Verfügung. Diese Busse ersetzten die MAN NG 313 CNG-Busse aus den Jahren 2000 (Prototyp), 2002 und 2003, deren letzter Einsatz der Schienenersatzverkehr 2016 war.
Aufgrund von Mangel an Fahrpersonal seit 10/2022 eingeschränkter/ausgedünnter Takt auf bestimmten Linien und teils verkürzte Linienwege u. a.:
- Linie 22 und 23 enden ab 19 Uhr von der Firnhaberau kommend bereits an der Berliner Allee
- Linie 32 und 41 verkehrt täglich ab etwa 20 Uhr nur im 30-Min-Takt, samstags von 5 Uhr bis ca. 20 Uhr nur im 20-Min-Takt
- Linie 35 montags–freitags 30-Min-Takt Richtung Pfersee Süd bereits 30 Min eher, samstags von 5 Uhr bis ca. 20:30 Uhr nur 20-Min-Takt
- Linie 44 Betriebsende bereits gegen 19 Uhr

| Linie    | Strecke                                                                    | Takt mo–fr                           | Takt sa                            | Takt so/feiertgs                         |
| -------- | -------------------------------------------------------------------------- | ------------------------------------ | ---------------------------------- | ---------------------------------------- |
| Linie 21 | Bärenwirt/DRVS – Oberhausen (– Gaswerk) – Bärenkeller Süd                  | 15 Min.                              | 20 Min.                            | 15 Min.                                  |
| Linie 22 | Firnhaberau – City-Galerie/VHS – Moritzplatz – Königsplatz – Hauptbahnhof  | 15 Min.                              | 20 Min.                            | 30 Min.                                  |
| Linie 23 | Firnhaberau – Hammerschmiede – Kleesiedlung – Theater – Hauptbahnhof       | 15 Min.                              | 20 Min.                            | 30 Min.                                  |
| 24       | Haunstetten Nord – Klinikum Süd – Haunstetten Süd                          | 15 Min.                              | 20 Min.                            | 15 Min.                                  |
| 25       | Haunstetten Nord – Inninger Straße P+R – Haunstetten Süd                   | 15 Min.                              | 20 Min.                            | 15 Min.                                  |
| Linie 29 | Lechhausen Neuer Ostfriedhof – Hochzoll Mitte – Hochzoll Kuhsee            | 15 Min.                              | 20 Min.                            | 15 Min.                                  |
| Linie 30 | Rudolf-Diesel-Gymnasium – Hochzoll Süd                                     | 15 Min.                              | 20 Min.                            | 15 Min.                                  |
| Linie 31 | Lechhausen Neuer Ostfriedhof – Rudolf-Diesel-Gymnasium                     | 15 Min.                              | 20 Min.                            | 15 Min.                                  |
| Linie 32 | Klinikum/BKH – Königsplatz – Zoo/Botanischer Garten                        | bis 20h 15 Min. dann 30 Min.         | bis 20h 20 Min. danach 30 Min.     | bis 9h/ab 20h 30 Min. dazwischen 15 Min. |
| Linie 33 | Jakobertor – Schwaben-Center                                               | bis 20h 15 Min. danach 30 Min.       | bis 20:30h 20 Min. danach 30 Min.  | 30 Min.                                  |
| Linie 35 | Bergstraße – Rotes Tor – Bärenwirt/DRvS – Oberhausen Bahnhof – Pfersee Süd | bis ca. 20:30 15 Min. danach 30 Min. | bis ca. 20:30 20 Min. dann 30 Min. | ab 8:30h 15 Min. ab 19:30h 30 Min.       |
| Linie 36 | Schwabencenter – Textilmuseum                                              | 15–30 Min.                           | bis 20:30h 20 Min. danach 30 Min.  | 30 Min.                                  |
| Linie 37 | St.-Anton-Siedlung – Schleiermacherstraße                                  | 10–30 Min.                           | durch Linie 210/211                | durch Linie 211                          |
| Linie 38 | Inningen – Göggingen – Bergheim                                            | 30 Min.                              | 60 Min.                            | 60 Min.                                  |
| Linie 41 | Bergstraße – Messezentrum – Königsplatz                                    | bis 20h 15 Min. danach 30 Min.       | bis 20h 20 Min. danach 30 min.     | 9–20h 15 Min. davor/danach 30 Min.       |
| 42       | Pfersee – Pröllstraße – Bergstraße – Maria Stern                           | 30 Min.                              | kein Betrieb                       | kein Betrieb                             |
| Linie 43 | Diakonissenhaus – Anna-Hintermayr-Stift                                    | 60 Min.                              | 60 Min.                            | 60 Min.                                  |
| Linie 44 | Hammerschmiede – Stephingerberg – Königsplatz                              | 15 Min.                              | 20 Min.                            | kein Betrieb                             |
| Linie 48 | Berliner Allee – Medienzentrum                                             | 15–30 Min.                           | 60 Min.                            | kein Betrieb                             |

### On-Demand-Angebot
Seit Mai 2020 testet die AVG den Betrieb eines eigenen on-Demand-Verkehrs mit dem Namen swaxi. Eine Besonderheit ist, dass Fahrzeuge aus dem ebenfalls von den Stadtwerken angebotenen Carsharing eingesetzt werden. Dabei handelt es sich um ein zusätzliches Verkehrsangebot, dass im Raum der Stadt Augsburg besteht und von den Kunden mittels Smartphone-Applikation bedient werden kann. Hierfür werden sogenannte virtuelle Haltestellen eingesetzt.

### Anruf-Sammel-Taxi
Die Innenraumzonen 10 und 20 werden von fünf Anruf-Sammeltaxi-Linien (AST) bedient. Sie werden je nach Bedarf teilweise durch Busse und teilweise richtige Taxis bedient, es ist eine telefonische Voranmeldung bis spätestens 30 Minuten vor fahrplanmäßiger Abfahrt notwendig.
| Linie    | Strecke                                                                                                | Takt werktags | Takt samstags | Takt sonntags |
| -------- | --- | ------------- | ------------- | ------------- |
| 38 AST   | Inningen – Göggingen – Bergheim                                                                        | 30 Min.       | 60 Min.       | 60 Min.       |
| Linie 70 | Göggingen Seniorenheim – Göggingen Rathaus – Welfenstraße – Göggingen Rathaus – Göggingen Seniorenheim | 30 Min.       | 60 Min.       | 60 Min.       |
| Linie 71 | Siebenbrunn – Haunstetten Nord und zurück                                                              | bei Bedarf    | bei Bedarf    | bei Bedarf    |
| Linie 72 | Wellenburg – Radegundis – Pfersee und Radegundis – Wellenburg – Göggingen Rathaus                      | bei Bedarf    | bei Bedarf    | bei Bedarf    |
| Linie 76 | Inningen – Göggingen – Bergheim und zurück                                                             | 30 Min.       | 30 Min.       | 30 Min.       |

### Nachtbus
In den Zonen 10 und 20 existieren insgesamt sechs Nachtbuslinien (fünf von der AVG und eine von der GVG), die in den Nächten von Donnerstag auf Freitag, Freitag auf Samstag und von Samstag auf Sonntag zwischen Mitternacht und 3 Uhr verkehren.
Aufgrund von Personalmangel ist der Nachtbusverkehr derzeit (seit 10/2022) in den Nächten von Donnerstag auf Freitag eingestellt.
| Linie    | Strecke | Takt                        |
| -------- | --- | --------------------------- |
| Linie 90 | Hochzoll Nord (Rudolf-Diesel-Gymnasium) – Lechhausen – Königsplatz – Göggingen – Bergheim – Inningen – Göggingen Rathaus bzw. Göggingen Rathaus – Königsplatz – Lechhausen – Hochzoll Nord (Rudolf-Diesel-Gymnasium)                                    | 60 Min.                     |
| Linie 91 | Steppach – Kriegshaber – Königsplatz – Pfersee – Leitershofen - Kappbergstr. – Stadtbergen – Deuringen – Steppach (im Uhrzeigersinn) Stadtbergen – Pfersee – Königsplatz – Kriegshaber – Steppach – Deuringen – Stadtbergen (gegen den Uhrzeigersinn)   | 60 Min.                     |
| Linie 92 | Neusäß – Bärenkeller – Oberhausen – Königsplatz – Universitätsviertel – Haunstetten Johann-Strauß-Straße bzw. Haunstetten Johann-Strauß-Str. – Univiertel – Hochfeld – Königsplatz – Oberhausen – Bärenkeller – Täfertingen – Neusäß                    | 60 Min.                     |
| Linie 93 | Hochzoll Süd – Schwaben-Center West – Königsplatz – Lechhausen – Hammerschmiede – Firnhaberau – Ulrichsbrücke bzw. Ulrichsbrücke – Königsplatz – Schwaben-Center West (via Friedberger Str.) – Hochzoll Süd                                             | 60 Min.                     |
| Linie 94 | Friedberg (Rothebergstr.) – Hochzoll – Herrenbach – Textilmuseum – Königsplatz – via Haunstetter Str. – Haunstetten Süd bzw. Haunstetten Süd – via Haunstetter Str. – Königsplatz – Textilmuseum – Herrenbach – Hochzoll – P+R FDB West – Friedberg Ost | 60 Min.                     |
| AST 70N  | Nacht-Anruf-Sammel-Taxi (auf Vorbestellung) Göggingen Rathaus/Anschluss Nachtbus 90 - Neubaugebiet Welfenstraße/Olof-Palme-Str./Gustav-Stressemann-Straße                                                                                               | 60 Min. auf tel. Bestellung |

### Inoffizielle Sonderlinie 680
Unter der Liniennummer 680 betreibt die AVG eine inoffizielle Sonderlinie für den Shuttlebusverkehr.

## Fahrzeuge

### Straßenbahn
Eine Übersicht zur Einsatzgeschichte der Straßenbahnfahrzeuge in Augsburg sowie detaillierte Listen sind im entsprechenden Hauptartikel zu finden. Dort sind Einzelheiten über die Straßenbahnfahrzeuge bzw. -Typen, die in Augsburg eingesetzt werden und wurden, über aktuelle Arbeitswagen und die heute noch vorhandenen historischen Fahrzeuge aufgestellt. Ein Überblick über deren Einsatzgeschichte in Augsburg, deren Technik und über besondere Vorkommnisse in Augsburg ist dort ebenfalls zu finden.

### Stadtbusse
Eine Übersicht zur Einsatzgeschichte der Omnibusse in Augsburg sowie detaillierte Listen sind im entsprechenden Hauptartikel zu finden.

## Kontrollierter Vordereinstieg
Am 30. März 2015 wurde auf der Buslinie 32 der ausschließliche Einstieg beim Fahrer mit Vorzeigen des Fahrausweises ganztags und täglich im Testbetrieb eingeführt. Ziel der Erprobung war, absichtliches und versehentliches Schwarzfahren zu reduzieren, z. B. vergessenes Entwerten von Streifenkarten. Durch die getrennten Ein- und Ausstiegsbereiche soll sich zudem der Fahrgastfluss verbessern. Von dieser Regelung wird allerdings abgesehen bei großen Verspätungen, Fahrgästen mit sperrigem oder schwerem Gepäck, Fahrgästen mit Kinderwägen sowie körperlich eingeschränkten Personen. Kritiker der Einstiegsregelung argumentieren, dass die zusätzliche Kontrolle Fahrer und Fahrgäste überfordere. Eine gewissenhafte Kontrolle würde, insbesondere zu Hauptverkehrszeiten, erhebliche Verspätungen verursachen.
Seit dem 1. August 2015 gilt der kontrollierte Vordereinstieg ganztags auf allen Buslinien, jedoch nicht beim Schienenersatzverkehr mit Bussen. Bei der Testphase auf der Linie 32 zeigte sich ein Anstieg der Fahrgeldeinnahmen von etwa 20 Prozent. Eine Kundenumfrage ermittelte, dass etwa 75 Prozent der Fahrgäste den Vordereinstieg neutral oder positiv bewerten.

## Kennzahlen
Im Zeitraum von 2005 bis 2015 beförderte die Augsburger Verkehrsgesellschaft jährlich zwischen 55 und 59 Millionen Fahrgäste. Innerhalb dieser 10 Jahre blieb die Anzahl der gefahrenen Wagenkilometer relativ konstant bei 10 Millionen. Die Linienlänge von Bus und Straßenbahn dagegen verringerte sich von insgesamt 292 Kilometer (2005) auf 179 Kilometer (2015). Hauptgrund für die Reduzierung der Linienlänge war die Inbetriebnahme der Straßenbahnlinie 6 im Jahr 2010 und die damit verbundene Anpassung des Busliniennetzes. Das nebenstehende Diagramm gibt die einzelnen Kennzahlen mit Bezug zum Geschäftsjahr wieder.

## Personalpolitik
Mit Gründung der AVG stellte die Stadtwerke Augsburg Verkehrs-GmbH keine neuen Busfahrer mehr ein. Neue Busfahrer wurden fortan nur noch von der AVG nach einem anderen Tarif eingestellt. Da durch mehrere Warnstreiks erreicht wurde, dass die AVG-Busfahrer ein ähnlich hohes Gehalt bekommen wie die Fahrer der Stadtwerke Verkehrs-GmbH, wurde 2010 die Augsburger Verkehrs-Servicegesellschaft mbH (ASG) gegründet. Die ASG ist eine Tochtergesellschaft der AVG und genau wie diese ein Unternehmenszweig (Konzernstruktur) der Stadtwerke Augsburg. Neue Busfahrer werden nun nur noch von der ASG für ein geringeres Gehalt als die Fahrer der AVG eingestellt. Die ASG-Busfahrer fahren im Auftrag der AVG auf deren eigenen Buslinien sowie den Schienenersatzverkehr der Straßenbahnlinien.